# Кейсер (Арканзас)
Кейсер (англ. Keiser) — місто (англ. city) в США, в окрузі Міссіссіппі штату Арканзас. Населення — 751 особа (2020).

## Географія
Кейсер розташований на висоті 70 метрів над рівнем моря за координатами 35°40′26″ пн. ш. 90°5′44″ зх. д. / 35.67389° пн. ш. 90.09556° зх. д. (35.674001, -90.095544).  За даними Бюро перепису населення США в 2010 році місто мало площу 0,94 км², уся площа — суходіл.

## Демографія
Згідно з переписом 2010 року, у місті мешкало 759 осіб у 285 домогосподарствах у складі 211 родини. Густота населення становила 805 осіб/км².  Було 315 помешкань (334/км²). 
Расовий склад населення:
| - 92,1 % — білих - 5,1 % — чорних або афроамериканців - 0,4 % — корінних американців - 0,1 % — азіатів - 1,3 % — осіб інших рас |

До двох чи більше рас належало 0,9 %. Іспаномовні складали 1,1 % від усіх жителів.
За віковим діапазоном населення розподілялося таким чином: 26,1 % — особи молодші 18 років, 57,8 % — особи у віці 18—64 років, 16,1 % — особи у віці 65 років та старші. Медіана віку мешканця становила 40,1 року. На 100 осіб жіночої статі у місті припадало 94,1 чоловіків;  на 100 жінок у віці від 18 років та старших — 94,1 чоловіків також старших 18 років.
Середній дохід на одне домашнє господарство  становив 38 865 доларів США (медіана — 32 500), а середній дохід на одну сім'ю — 41 732 долари (медіана — 34 643). За межею бідності перебувало 22,7 % осіб, у тому числі 42,9 % дітей у віці до 18 років та 6,4 % осіб у віці 65 років та старших.
Цивільне працевлаштоване населення становило 207 осіб. Основні галузі зайнятості: виробництво — 27,5 %, освіта, охорона здоров'я та соціальна допомога — 15,0 %, роздрібна торгівля — 14,5 %.
За даними перепису населення 2000 року в Кейсері мешкало 808 осіб, 230 сімей, налічувалося 303 домашніх господарств і 334 житлових будинки. Середня густота населення становила близько 897,8 осіб на один квадратний кілометр. Расовий склад Кейсера за даними перепису розподілився таким чином: 92,45 % білих, 4,46 % — чорних або афроамериканців, 1,73 % — корінних американців, 0,37 % — представників змішаних рас, 0,99 % — інших народів. Іспаномовні склали 2,85 % від усіх жителів міста.
Із 303 домашніх господарств в 32,3 % — виховували дітей віком до 18 років, 62,7 % представляли собою подружні пари, які спільно проживали, в 8,6 % сімей жінки проживали без чоловіків, 23,8 % не мали сімей. 20,8 % від загального числа сімей на момент перепису жили самостійно, при цьому 11,9 % склали самотні літні люди у віці 65 років та старше. Середній розмір домашнього господарства склав 2,67 особи, а середній розмір родини — 3,05 особи.
Населення міста за віковим діапазоном за даними перепису 2000 року розподілилося таким чином: 26,5 % — жителі молодше 18 років, 6,2 % — між 18 і 24 роками, 28,0 % — від 25 до 44 років, 26,1 % — від 45 до 64 років і 13,2 % — у віці 65 років та старше. Середній вік мешканця склав 38 років. На кожні 100 жінок в Кейсері припадало 92,8 чоловіків, у віці від 18 років та старше — 94,1 чоловіків також старше 18 років.
Середній дохід на одне домашнє господарство в місті склав 35 517 доларів США, а середній дохід на одну сім'ю — 36 940 доларів. При цьому чоловіки мали середній дохід в 27 679 доларів США на рік проти 19 500 доларів середньорічного доходу у жінок. Дохід на душу населення в місті склав 14 769 доларів на рік. 10,4 % від усього числа сімей в населеному пункті і 10,8 % від усієї чисельності населення перебувало на момент перепису населення за межею бідності, при цьому 9,7 % з них були молодші 18 років і 21,8 % — у віці 65 років та старше.